# Zlatarić
Zlatarić (en serbe cyrillique : Златарић) est un village de Serbie situé sur le territoire de la Ville de Valjevo, district de Kolubara. Au recensement de 2011, il comptait 404 habitants.

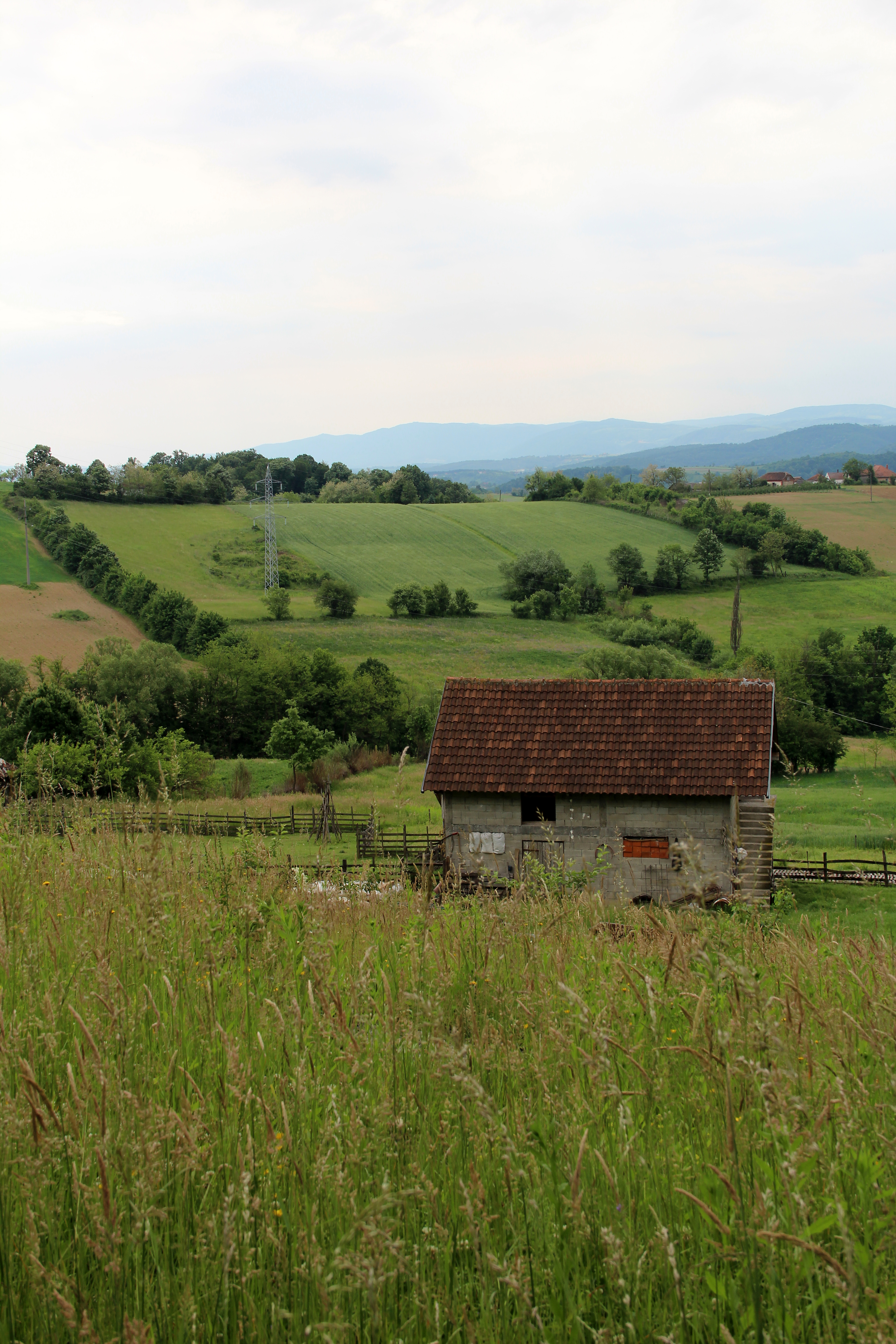
Zlataric village - panorama
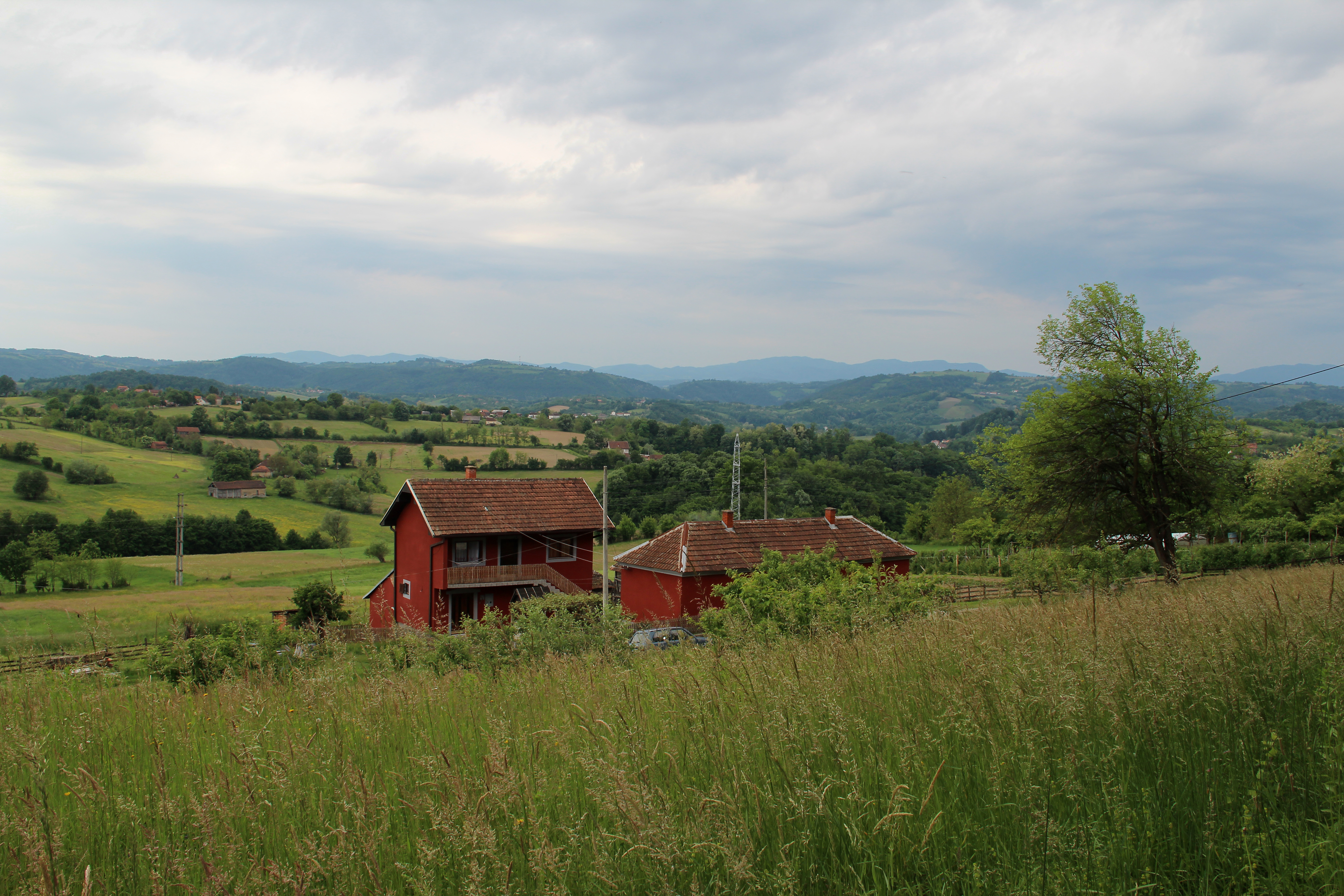
Zlataric village - panorama
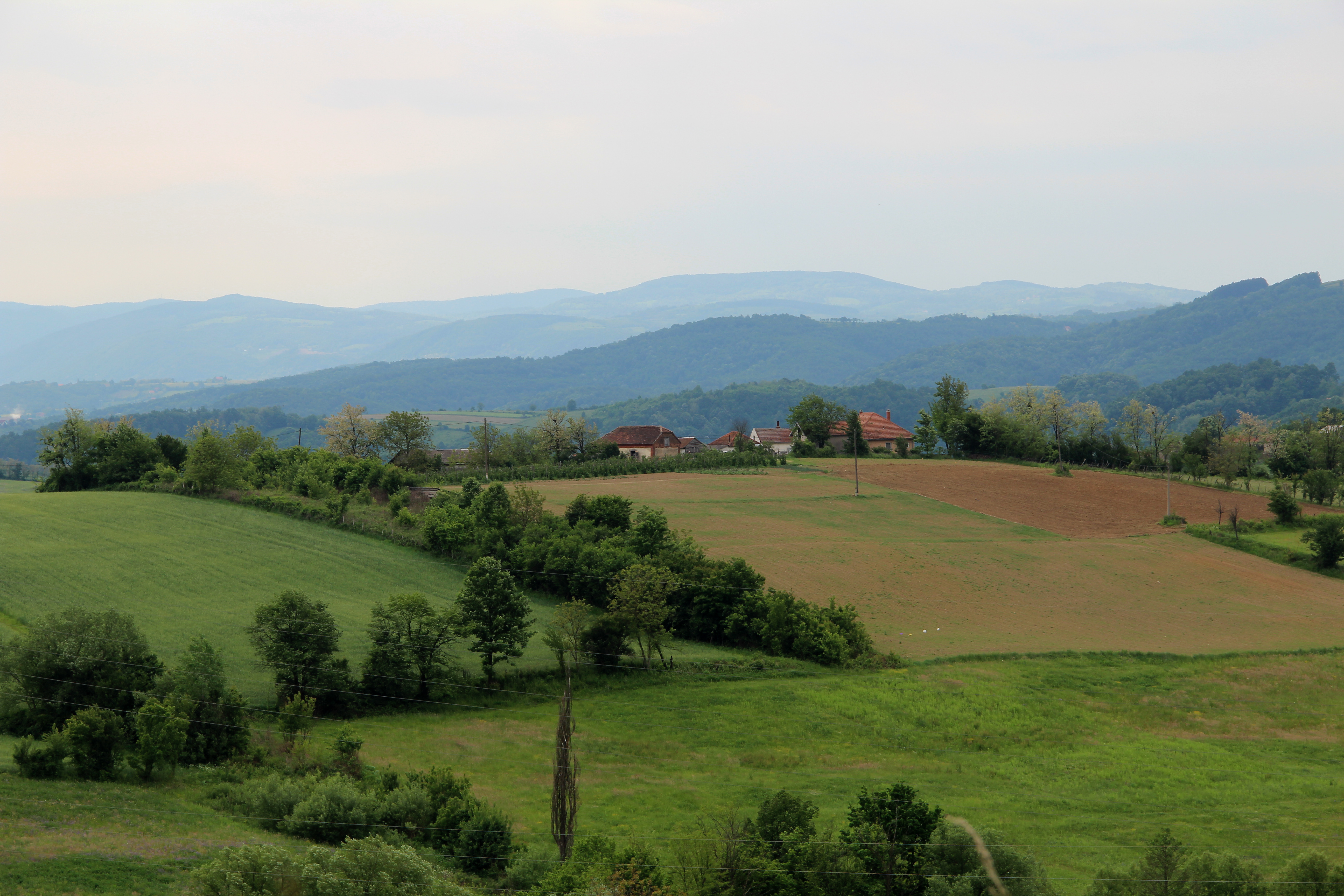
Zlataric village - panorama
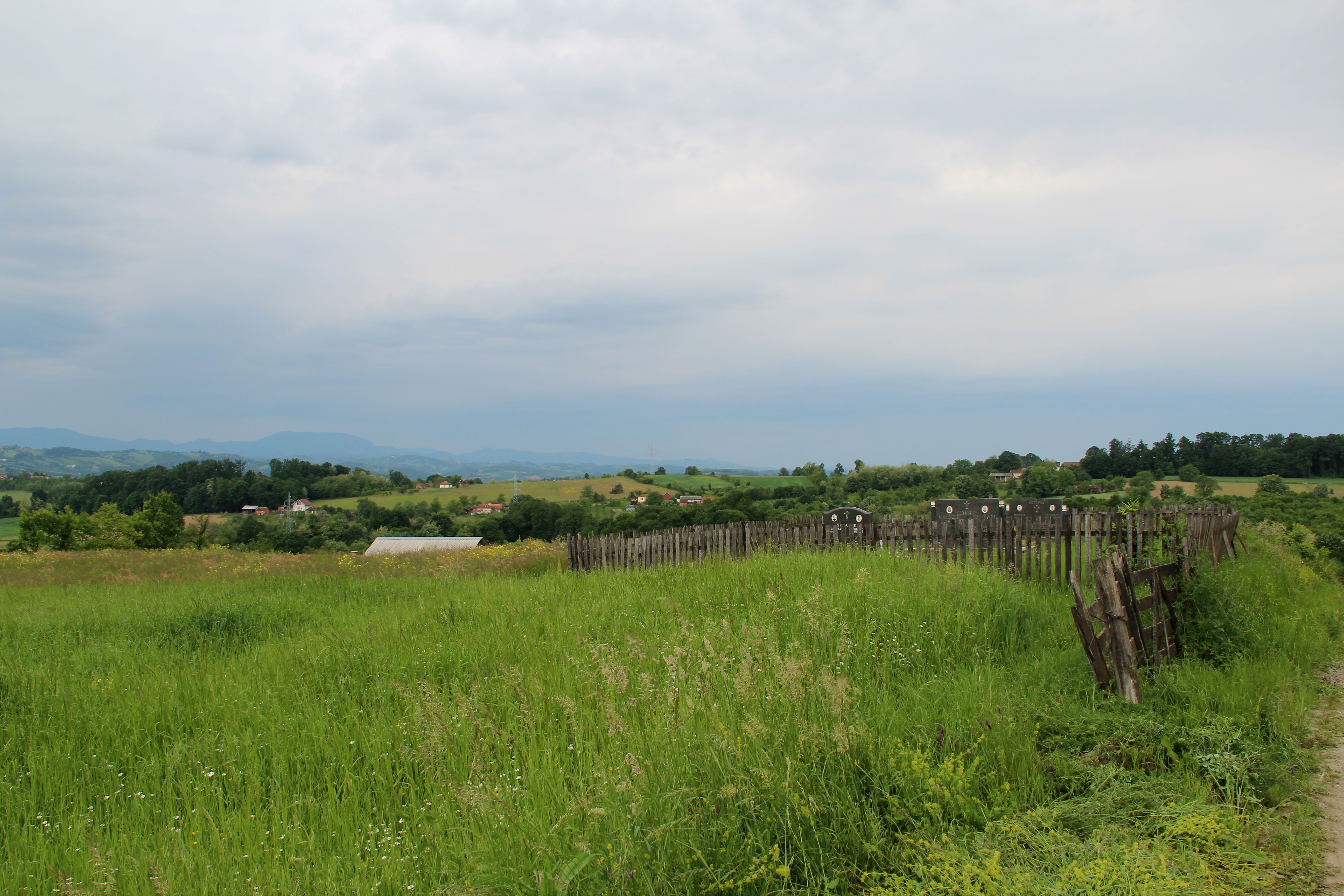
Zlataric village - panorama
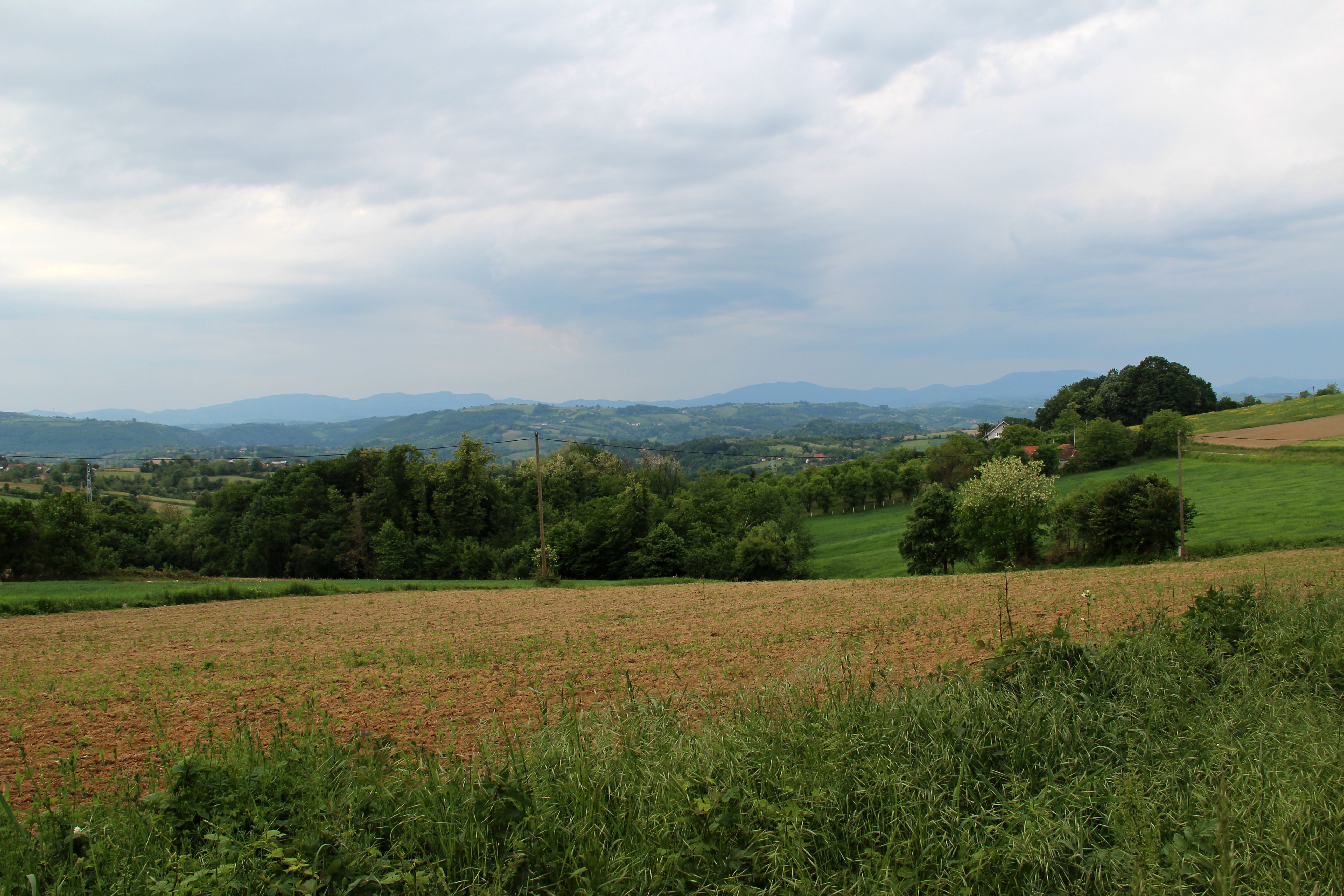
Zlataric village - panorama
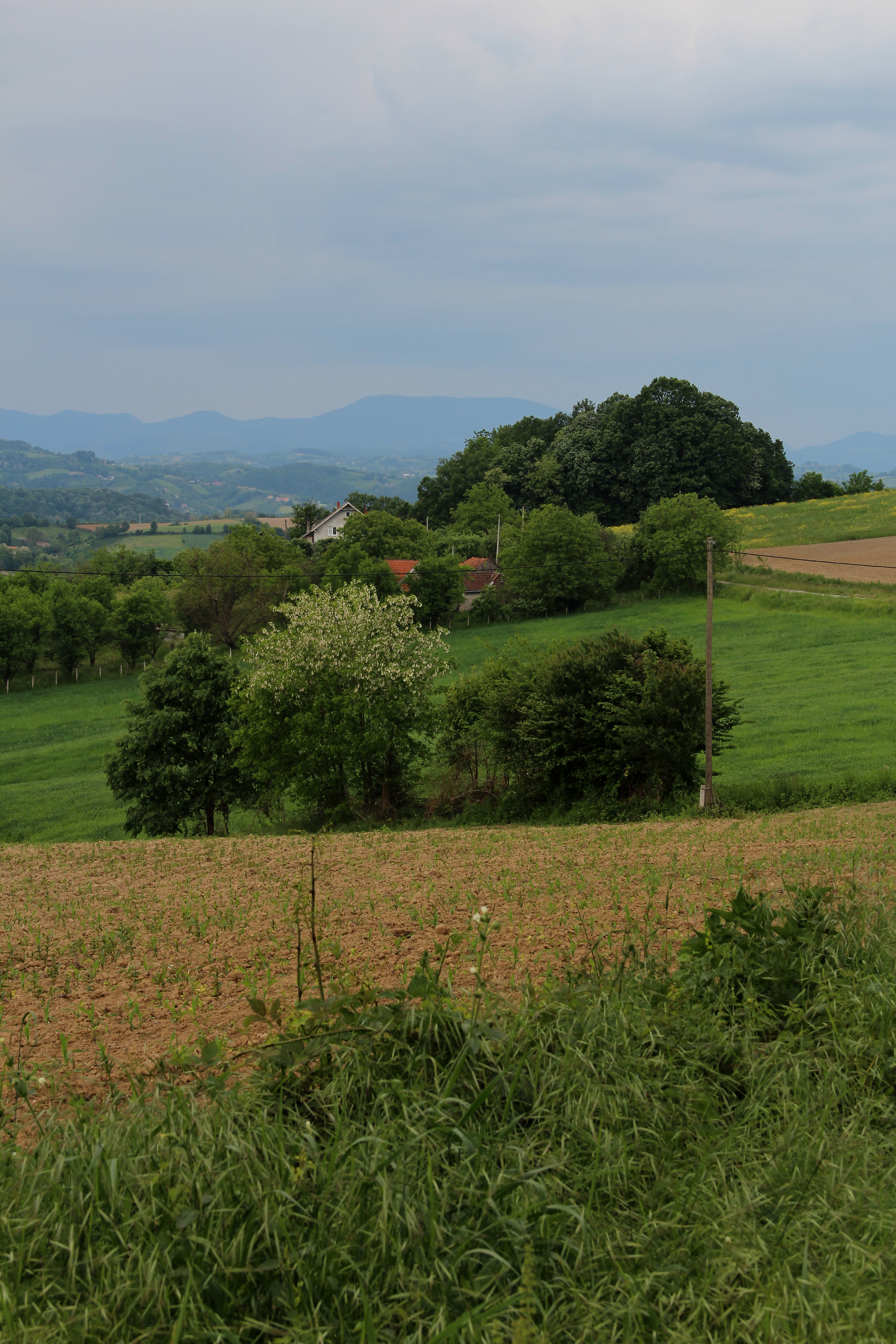
Zlataric village - panorama
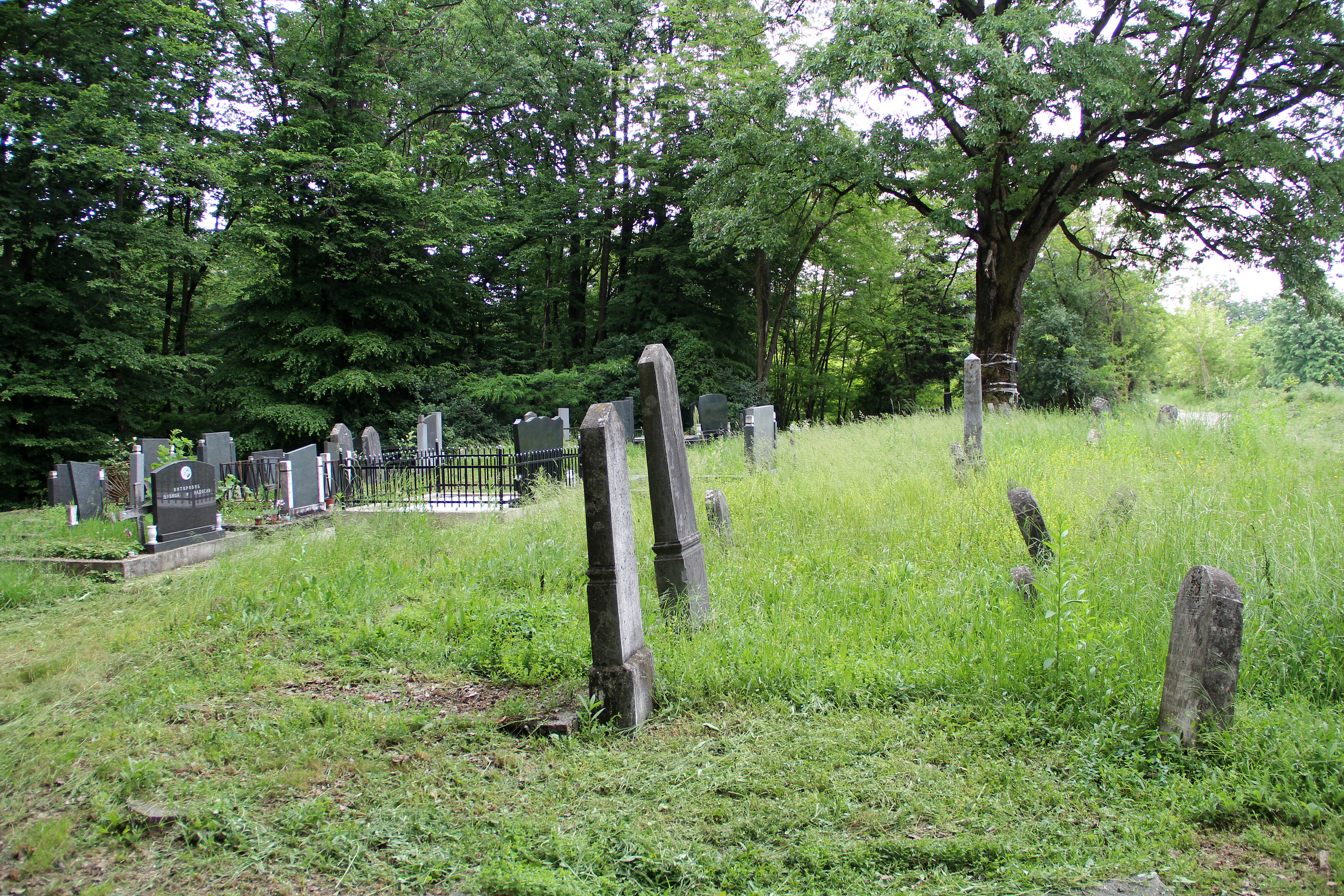
village Zlataric - cimetière du village

## Démographie

### Évolution historique de la population
| 1948 | 1953 | 1961 | 1971 | 1981 | 1991 | 2002 | 2011 |
| ---- | ---- | ---- | ---- | ---- | ---- | ---- | ---- |
| 641  | 643  | 687  | 596  | 563  | 529  | 486  | 404  |

|  |